# Talchum

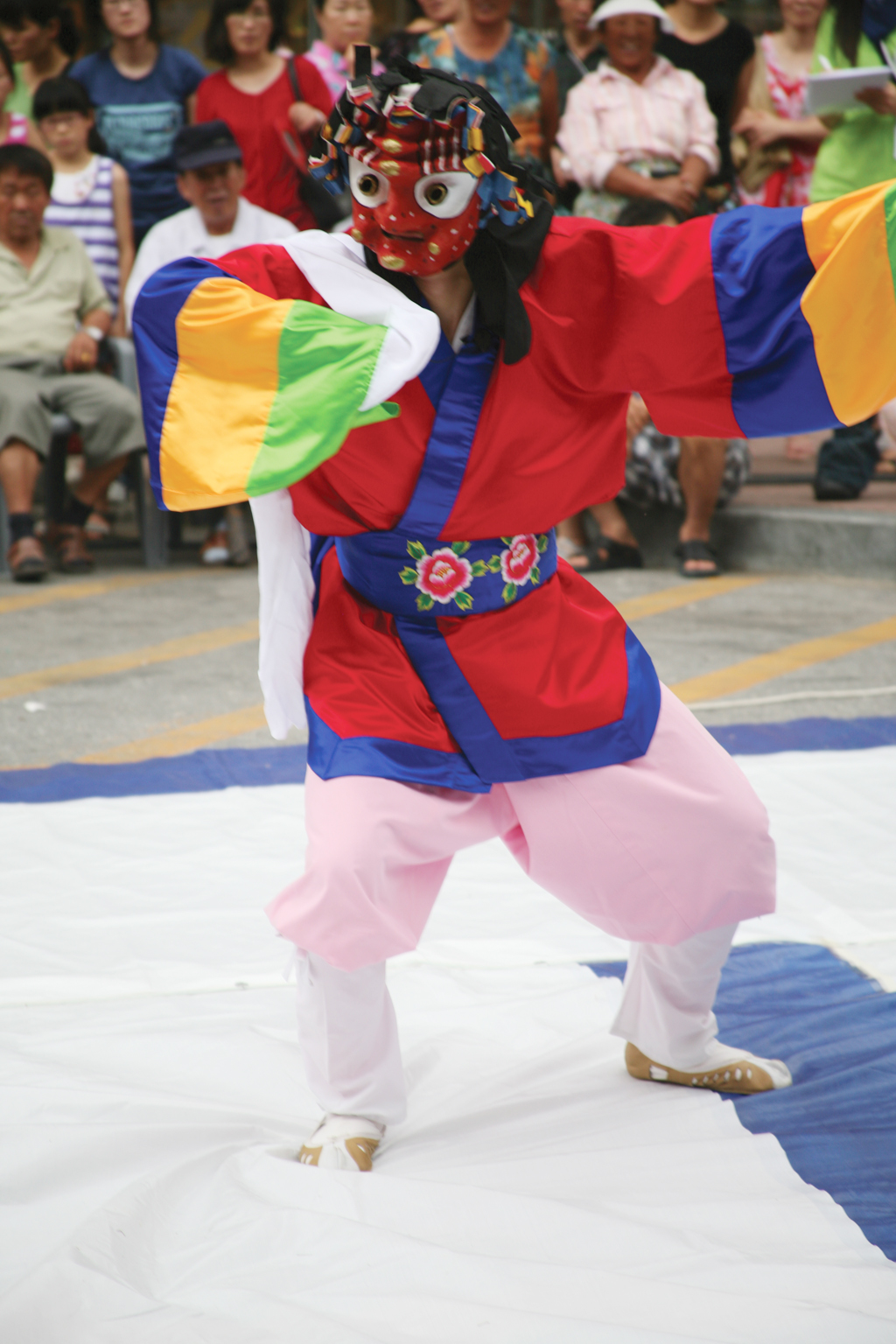
Ballerino di talchum recita la scena del Chwibalinori.

Le talchum (탈춤?, t'alch'umMR) sono danze coreane eseguite indossando una maschera e accompagnate da mimo, discorsi e a volte canto. In senso stretto il termine identifica solo i tipi di danza della provincia dello Hwanghae, mentre i balli di Seul e del Gyeonggi sono noti come "sandae nori" e quelli della costa meridionale come "yayu", ma nel linguaggio corrente è utilizzato per riferirsi ad ogni genere di danza coreana in maschera. Oltre al ballo, le talchum includono anche una componente drammatica, con i danzatori che interpretano persone, animali o esseri soprannaturali.

## Storia
Le talchum possono essere suddivise in due categorie in base alla loro genesi: rituali del villaggio, trasmessi dagli abitanti delle campagne, e "bonsandae nori", nate attorno alle città.
Le danze che hanno avuto origine nei villaggi risalgono all'età della pietra, con alcune maschere che compaiono tra le incisioni rupestri di Bangudae nella contea di Ulju. Facevano parte dei riti sciamanici per purificare case e villaggi, e offrire protezione e un raccolto abbondante, e divennero in seguito una forma di intrattenimento popolare. Le bonsandae nori sono state invece influenzate dai ballerini professionisti provenienti dalla Cina durante il periodo dei tre regni, che si esibivano in danze note come sanak baekhui o sanak japhui originarie delle regioni occidentali del continente. Numerose scene che li rappresentano sono state ritrovate dipinte sulle pareti delle antiche tombe di Goguryeo, dove la musica era più fiorente. Durante il regno di Goryeo, diverse forme di spettacolo furono destinate alle feste buddiste, e le danze venivano eseguite anche a corte nel corso dei banchetti reali, con un ufficio preposto alla loro supervisione. Il rito sciamanico del "narye", in cui persone con il viso coperto da una maschera espellevano dal palazzo reale gli spiriti maligni accumulatisi nel corso dell'anno passato, divenne una forma d'intrattenimento nel tardo Goryeo. Durante il successivo regno di Joseon, con l'affermazione del neoconfucianesimo conservatore, i festival buddisti languirono o sparirono e l'ufficio reale per la supervisione delle danze fu abolito. Le bonsandae nori passarono quindi ad essere eseguite dalle classi inferiori, che ne resero satirico il contenuto.
Le talchum sparirono durante il periodo coloniale giapponese e con la successiva divisione della penisola coreana. Negli anni Sessanta il regime militare avviò diversi progetti per preservare il patrimonio culturale intangibile, mentre gli intellettuali ne recuperarono alcune e, modernizzandone il contenuto, le utilizzarono per dileggiare i politici contemporanei, causando un boom di interesse tra gli studenti universitari. Queste rappresentazioni moderne assunsero il nome di "madanggeuk" o "madanggut".

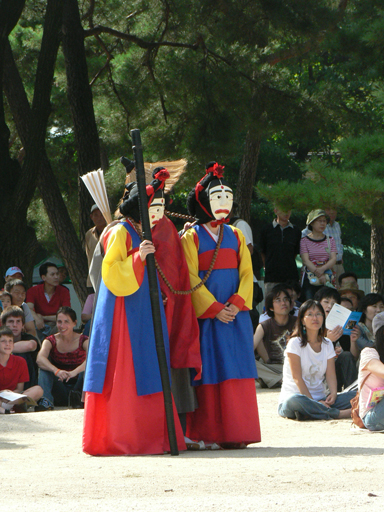
Sangdae nori di Songpa.

Dodici danze sono state designate patrimoni culturali immateriali della Corea:
- Byeolsingut talnori di Hahoe
- Ogwangdae di Tongyeong
- Ogwangdae di Goseong
- Ogwangdae di Gasan
- Yaryu di Suyeong
- Yaryu di Dongnae
- Sangdae nori di Songpa
- Sangdae nori di Yangju
- Talchum di Bongsan
- Talchum di Gangnyeong
- Talchum di Eunyul
- Saja noreum di Bukcheong

## Tematiche e caratteristiche
Le danze variano considerevolmente in base alla regione e all'esecutore, ma condividono alcune caratteristiche comuni. Tematicamente sono riti esorcistici, danze rituali, satire, parodie delle debolezze umane, dei mali sociali e della classe privilegiata che mettono in ridicolo monaci buddisti apostati, ricchi uomini in declino e sciamani, o inscenano il conflitto tra una moglie anziana e una seducente concubina. Tradizionalmente erano eseguite in occasione del primo plenilunio dell'anno, del compleanno di Buddha l'8 aprile, e durante i festival dano in primavera e chuseok in autunno, oppure per altre festività statali e ai rituali propiziatori della pioggia.
La maggior parte delle maschere utilizzate è di cartapesta, che viene poi decorata con pelliccia, peli o spago, mentre altre sono ricavate scavando una zucca. Hanno un aspetto vistoso e colori accesi per essere chiaramente visibili anche da lontano. Le maschere bianche sono associate a personaggi belli o puri, quelle scure agli anziani e a chi ha vissuto una vita dura, quelle rosse agli ubriachi. I tratti dei volti sono accentuati, e distorti se il personaggio è particolarmente criticato all'interno della storia. Gli yangban hanno spesso labbri leporini o lineamenti fuori posto, i vecchi monaci hanno il viso coperto di pustole. I personaggi non hanno nomi propri, ma rappresentano figure stereotipate e i loro nomi riflettono pertanto il loro status sociale, l'occupazione e la classe, come Nojang (vecchio monaco), Sangjwa (giovane monaco), Meokjung (monaco vestito di nero), Omjung (monaco con la scabbia), Somu (giovane sciamana), Malttugi (servo) e Halmi (anziana vedova). Gli yangban sono distinti dai colori delle loro uniformi o da un numero. Tra le figure mistiche ricorrenti rientrano lo Yeongno, il cui obiettivo è mangiare gli yangban, il Bibi, dall'aspetto d'uccello, e i Juji, creature con corpo di drago e testa di tigre.

### Atti
Diversi atti e scene possono andare a comporre le danze in maschera. Essi non sono legati strettamente tra loro, bensì presentano diversi tipi di conflitto e di tema. Quello che segue è un elenco di atti in ordine alfabetico: 
- Aesadang beopgonori (애사당 법고놀이?): Aesadang, figlia di una Waejangnyeo (anziana e lasciva intrattenitrice), viene messa in vendita dalla madre come concubina, ma colpisce la genitrice quando il prezzo concordato è troppo basso, e si accorda per esibirsi con dei Meokjung colpendo un tamburo buddista;
- Baekjeongnori (백정놀이?): un Baekjeong (macellaio) ironizza sulla classe agiata che nasconde i propri pensieri sul sesso;
- Chimnori (침놀이?): un Meokjung porta figlio, nipote e pronipote ad un'esibizione di sandaenori e chiede ad un dottore di praticar loro l'agopuntura perché hanno problemi di stomaco;
- Chwibalinori (취발이놀이?): quando un Chwibali (monaco ubriaco) cerca di rapire delle Somu, un Nojang si spoglia e lo attacca, ma viene sconfitto dall'avversario, più giovane e forte, che porta via una Somu e ha un figlio con lei;
- Danza degli otto Meokjung (팔 먹중춤?): otto Meokjung recitano versi di canzoni tradizionali e ballano con gioia;
- Danza della coppia anziana (영감 할미 춤?): la sciamana Miyahalmi e lo stagnino Yeonggam sono stati separati dalla guerra, ma dopo una lunga ricerca si riuniscono. Tuttavia, litigano spesso a causa di Dolmeorijip, la concubina di Yeonggam, e Miyahalmi viene uccisa a botte dal marito;
- Danza dello yangban (양반춤?): un Malttugi denuncia la corruzione di un gruppo di nobili, deridendoli inoltre per il loro aspetto;
- Danza del Juji (주지춤?): un Juji appare per purificare il palco prima dell'esibizione;

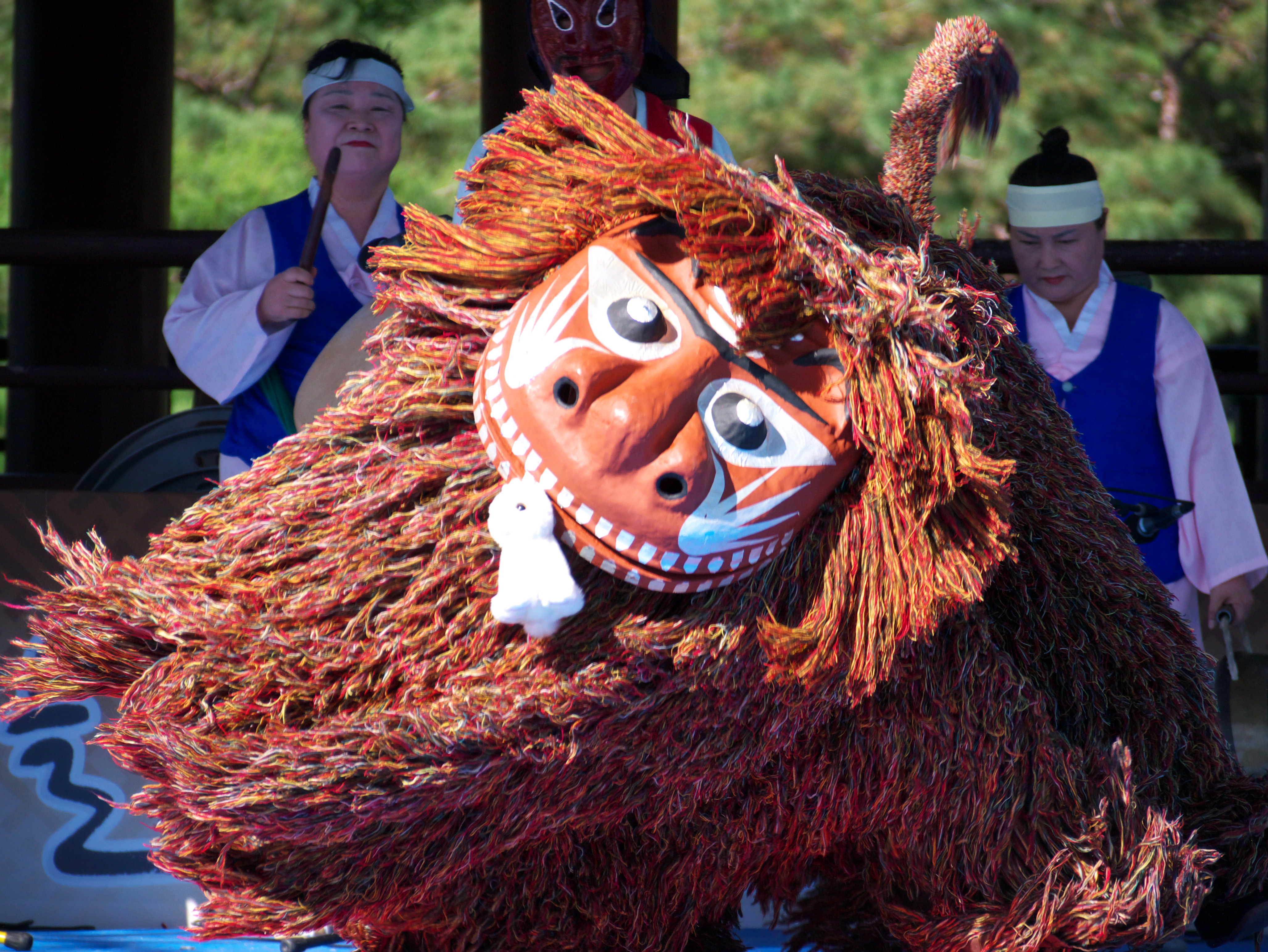
Danza del leone di Bukcheong.

- Danza del leone (사자춤?): Buddha manda sulla terra un leone per punire otto Meokjung, un Nojang e un Chwibali per aver violato i voti. Il leone però li perdona e balla con loro;
- Danza dei Sangjwa (상좌 춤?): nella danza byeolsandae di Yangju, due Sangjwa eseguono una danza rituale che degenera in comportamenti osceni. Nella talchum di Bongsan, quattro Sangjwa purificano il palco dagli spiriti maligni;
- Danza del Nojang (노장춤?): atto composto da tre parti. Nel primo, un Nojang, che veniva lodato per essere un Buddha vivente, viene sedotto da alcune Somu e rinuncia alla fede. La seconda parte è l'episodio del Sinjangsunori e la terza parte è la vicenda del Chwibalinori;
- Danza della Sadang (사당춤?): un Geosa (intrattenitore buddista) rimasto vedovo danza senza seguire il ritmo, venendo scacciato da altri sette Geosa, che poi cantano una canzone tradizionale insieme a una Sadang (attrice itinerante);
- Halminori (할미놀이?): una Halmi svolge le faccende domestiche. Fingendo di tessere, canta una canzone che descrive la sua storia sfortunata e inizia a chiedere l'elemosina mentre balla;
- Omjung e Meokjung (옴중·먹중 과장?): mentre un Omjung povero che vive di prestiti giornalieri si vanta del proprio stato, viene continuamente umiliato da un Meokjung;
- Omjung e Sangjwa (옴중과 상좌과장?): raffigura l'incontro tra i due uomini, con l'Omjung che scaccia infine il Sangjwa dal palco e si mette a ballare;
- Pagyeseungnori (파계승 놀이?): nella danza byeolsandae di Yangju, un Nojang si prende una cotta a prima vista per due belle e giovani Somu e le corteggia, venendo rifiutato ogni volta finché non vince un'immensa fortuna giocando d'azzardo. Nella danza byeolsingut talnori di Hahoe, un monaco viene colto dalla lascivia vedendo la concubina Bune urinare;
- Podobujangnori (포도부장놀이?): un Saennim (anziano studioso confuciano) e un Podobujang (agente di polizia) competono per una Somu, concubina del primo, che alla fine viene rivendicata dal Podobujang;
- Sinhalabi e Miyalhalmi (신하라비 미얄할미놀이?): una Miyalhalmi (vecchia signora) muore durante un'esibizione di danza cui stata assistendo insieme a suo marito Sinhalabi. I figli della coppia ritornano per celebrare il funerale;
- Sinjangsunori (신장수놀이?): un Nojang cerca di comprare a credito da un Sinjangsu (calzolaio che viaggia con una scimmietta) delle scarpe per alcune Somu. Il venditore di scarpe chiede alla scimmia di andare a prendere una delle Somu come pagamento;
- Uimaksaryeongnori (의막사령놀이?): un Saennim chiede a un Soettugi di preparare una dimora temporanea per sé, un Seobangnim, un Doryeongnim e un Malttugi. Il Soettugi, amico del Malttugi, li conduce in un porcile;
- Yangban seonbinori (양반 선비놀이?): davanti alla concubina Bune, un nobile e un letterato iniziano a litigare per lei, deridendo il monaco che si è eccitato vedendola urinare e vantandosi della propria condizione sociale;
- Yeombulnori (염불놀이?): attraverso una preghiera buddista ironica, vengono derisi i genitori;
- Yeonnip e Nunkkeumjjeogi (연잎·눈끔적이 과장?): uno Yeonnip (monaco con una foglia di loto sulla maschera) e un Nunkkeumjjeogi (uomo che sbatte le palpebre) puniscono i monaci degenerati Sangjwa, Omjung e Meokjung.